# La ciociara (miniserie televisiva)
La ciociara (titolo in inglese: Running Away) è una miniserie televisiva in due puntate del 1989 diretta da Dino Risi e basata sull'omonimo romanzo scritto da Alberto Moravia nel 1957. Sophia Loren torna a vestire i panni della ciociara Cesira a distanza di ventisette anni dal film diretto da Vittorio De Sica nel 1960 che le valse il premio Oscar come migliore attrice protagonista. 
Tra gli altri interpreti figurano Sydney Penny (nel ruolo che fu di Eleonora Brown), Andrea Occhipinti e Robert Loggia.

## Trama
Roma, 1943: siamo in piena seconda guerra mondiale e, dopo i bombardamenti sulla città, la vedova Cesira è costretta a rifugiarsi assieme alla figlia adolescente sui monti laziali. Le due conoscono Michele Festa, un giovane antifascista. L'uomo si innamorerà di Cesira. I tedeschi però lo prelevano come guida attraverso le montagne e di lui si perdono le tracce. Nel frattempo, la situazione migliora con l'arrivo degli alleati e madre e figlia decidono  di tornare a Roma. Durante il tragitto, le due donne si imbattono in un gruppo di soldati franco-marocchini che usa su di loro violenza sessuale: a Cesira spetta ora il compito di trovare il modo per far superare alla figlia il trauma. Solo quando apprendono della morte di Michele per mano dei tedeschi, le due donne si riuniscono in un pianto di dolore liberatorio.

## Produzione
La miniserie è stata girata nell'allora Jugoslavia, a Belgrado e nei dintorni di Ragusa.

## Distribuzione
Trasmessa originariamente negli Stati Uniti il 24 settembre 1988 sulla rete CBS come un unico film televisivo di 100 minuti, in Italia è andata in onda il 9 e 10 aprile 1989 in prima serata su Canale 5.
Negli altri paesi, la miniserie è stata distribuita con i seguenti titoli:
- Brasile: Mãe Coragem (ovvero: "Madre Coraggio")
- Germania Ovest:  Cesira - Eine Frau besiegt den Krieg (ovvero: "Cesira - Una donna vince la guerra")
- Norvegia: To kvinner (ovvero: "Due donne")
- Paesi Bassi: Two Women ("Due donne", in inglese)
- Stati Uniti: Running Away (ovvero: "Fuggendo via")
- Ungheria: Egy asszony meg a lánya (ovvero: "Una donna e sua figlia")

## Citazioni
(Sophia Loren)
(Sophia Loren)